# Bătălia de pe Valea Oltului (1916)
Bătălia de la Sibiu s-a desfășurat între 26-29 septembrie 1916, în ea fiind angajate forțele Corpului I Armată român și forțele Armatei 9 germane.
Bătălia s-a încheiat cu anihilarea încercării trupelor Puterilor Centrale de a trece Carpații pe văile Oltului și Topologului.

## Contextul operativ strategic

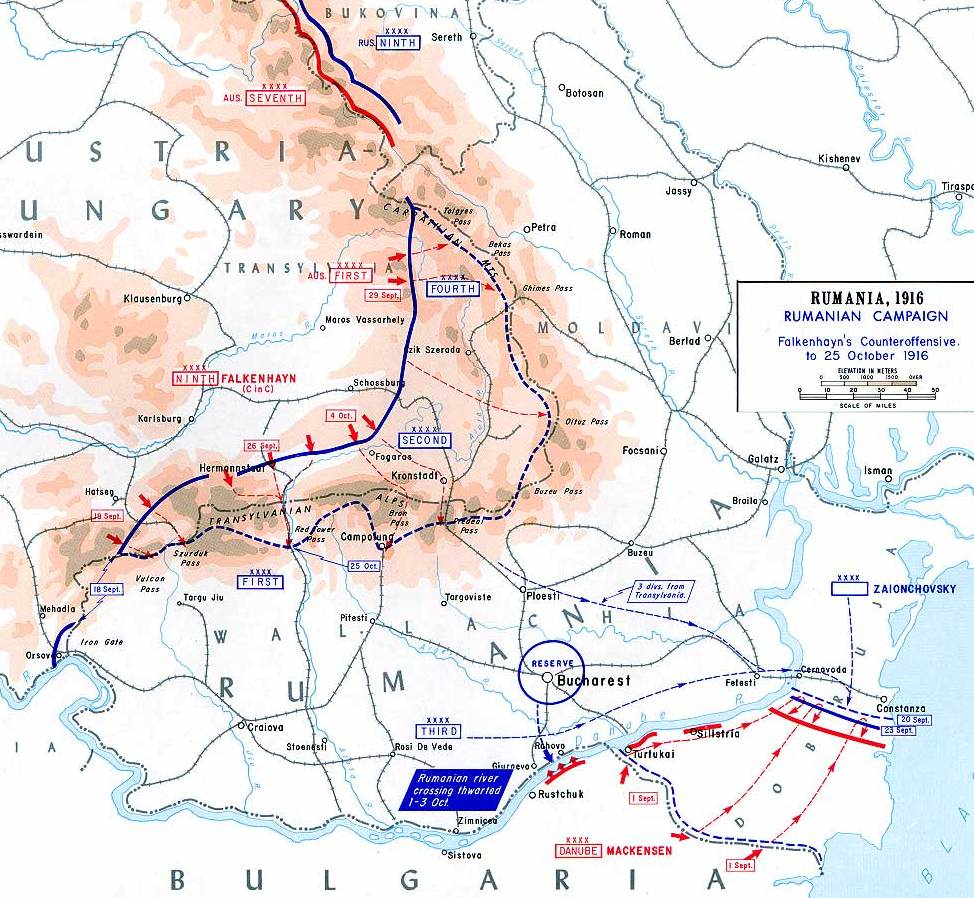
Contraatacul Puterilor Centrale, septembrie-octombrie 1916

Bătălia de pe Valea Oltului a făcut parte din operația de apărare a trecătorilor din Munții Carpați, cea de-a treia operație de nivel strategic desfășurată de Armata României în campania anului 1916. Ea s-a desfășurat începând cu a doua decadă a lunii septembrie și până la începutul lunii octombrie 1916, având trei obiective principale: oprirea ofensivei declanșate de inamic pe frontul din Transilvania, menținerea și consolidarea unui dispozitiv defensiv pe aliniamentul Munților Carpați și crearea condițiilor pentru reluarea inițiativei strategice și trecerea la ofensivă.:pp 472-473
Gruparea de forțe inamică era comandată de arhiducele Carol, moștenitorul tronului austro-ungar și era formată din trei armate: Armata 7 austro-ungară, acționând în Bucovina, Armata 1 austro-ungară acționând între Târnava Mare și Olt și Armata 9 germană acționând în partea sudică a frontului, aflată sub conducerea generalului Erich von Falkenhayn, proaspăt demis din funcția de  șef al Statului Major general.:pp 23-27
Planul de operații al Puterilor Centrale prevedea în faza inițială o dublă ofensivă. Prima dintre acestea era a Armatei 1 austro-ungară în zona Trotuș-Oituz având ca scop ocuparea acestei trecători și ulterior interceptarea comunicației de pe Valea Siretului pentru a preveni sosirea ajutoarelor ruse. Cea de-a doua urma să fie desfășurată de Armata 9 germană și avea ca obiectiv „deschiderea drumului peste munți spre București, pe calea cea mai scurtă, astfel ca întreg teritoriul de vest al Munteniei să fie tăiat ca de un cuțit”. Dacă aceste două operații reușeau, planul prevedea o a treia operație care consta în trecerea Dunării de către forțele aflate sub comanda lui Mackensen și desfășurarea unui atac concentrat asupra Bucureștiului.:p. 394
Planul general al ofensivei Armatei 9 germane prevedea „trecerea munților odată cu inamicul, sau în cel mai rău caz înainte ca el să aibă timpul a se instala în lucrările de fortificație existente pe înălțimile trecătorilor de pe granițe”.:p. 105 În acest scop urmau să fie atacate succesiv forțele românești care apărau trecătorile Carpaților Meridionali, în vederea ocupării prin surprindere a uneia dintre acestea și facilitarea astfel a trecerii grosului forțelor germane la sud de Carpați.:pp 105-132
Planul de operații român prevedea trecerea la apărarea strategică pe întreg frontul de nord și menținerea de către cele trei armate (1, 2 și de Nord) a aliniamentului Carpaților până la sosirea iernii „când zăpezile mari ce vor cădea peste munți vor opri operațiile”.:p. 391

## Forțe participante

### Dispozitivul forțelor române

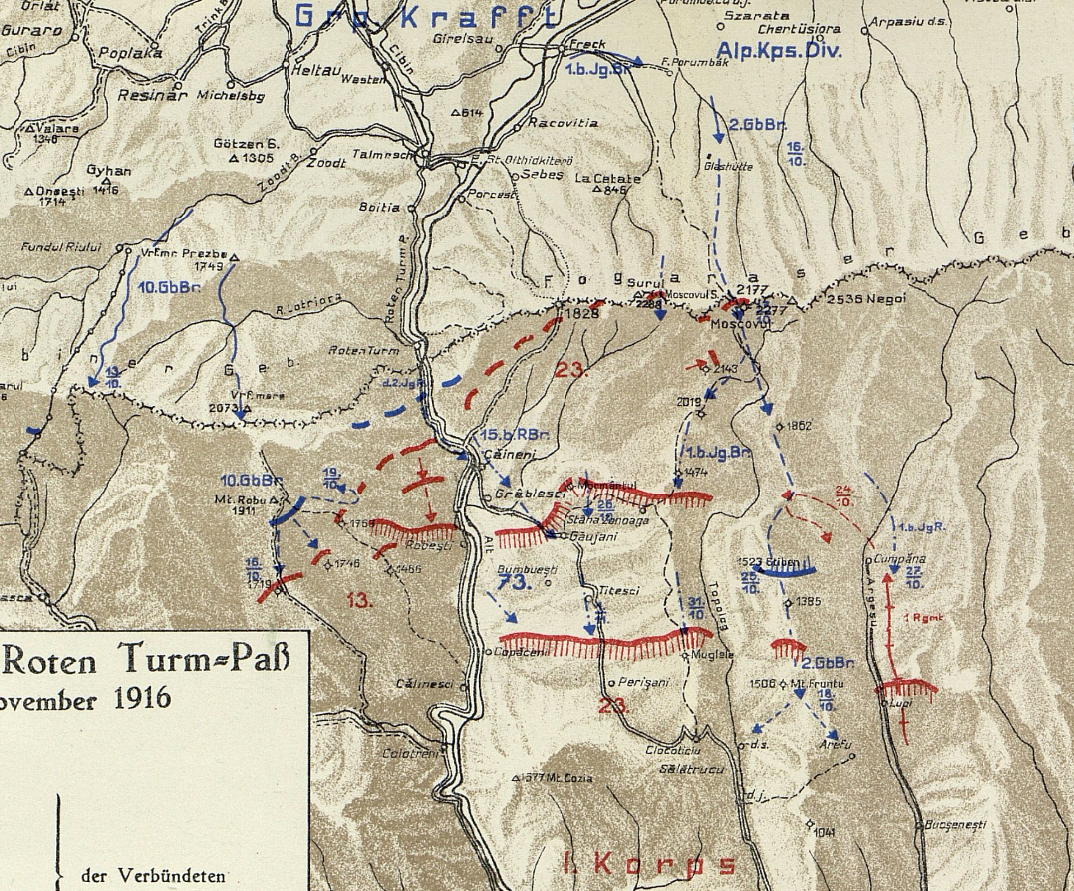
Desfășurarea acțiunilor militare

Forțele române erau reprezentate de unități ale Corpului 1 Armată (comandant general de brigadă David Praporgescu), care ocupau un dispozitiv de luptă centrat pe râul Olt, cu Divizia 13 Infanterie (comandant general de brigadă Gheorghe Sănătescu) în flancul stâng și Divizia 23 Infanterie (comandant colonel Traian Moșoiu) în flancul drept. Suplimentar, Brigada 1 Călărași asigura legătura cu forțele Armatei 2.:pp 464-467. 

### Dispozitivul forțelor germane
Pentru atacul pozițiilor românești, comandamentul german destinase unele dintre forțele principale ale Armatei 9, inclusiv Corpul Alpin.

## Desfășurarea acțiunilor militare

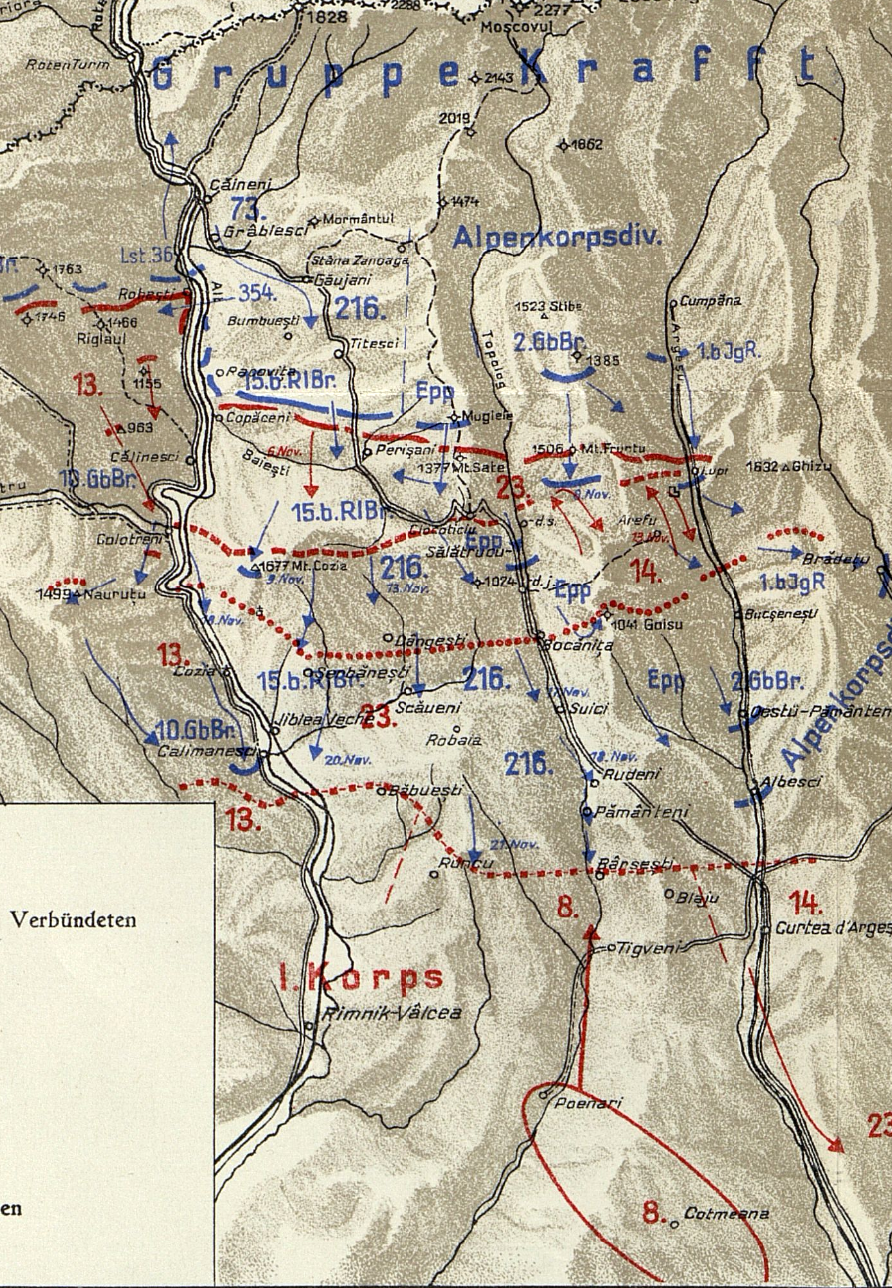
Acţiunile militare din noiembrie 1916

Acționând energic și eficient, generalul David Praporgescu a reușit să stabilizeze situația frontului după retragere în debandadă și cu pierderi semnificative a Corpului 1 Armată, care a urmat pierderii bătăliei de la Sibiu sub comanda dezastruoasă a fostului comandant, generalul Ioan Popovici. La 13 octombrie 1916 generalul Praporgescu este rănit mortal de un obuz căzut din întâmplare lângă grupul de ofițeri cu care inspecta o poziție de pe front.
Generalul Praporgescu era un soldat de elită, cu frumoase însușiri sufletești și profesionale. Generalul moștenise de la predecesorul său [generalul Ioan Popovici, n.n.] o situație aproape disperată; el făcu sforțări mari ca să organizeze pozițiile defensive ale armatei sale, să pună ordine în unitățile Corpului român, care erau foarte amestecate, să pregătească trupa din nou pentru luptă și să-i reînalțe moralul.:p. 422
Constantin Kirițescu, Istoria războiului pentru reîntregirea României
Forțele germane erau formate din Grupul „Kraft” - Corpul Alpin german întărit cu Brigăzile 2 și 10 Munte austro-ungare, sprijinite de o puternică grupare de artilerie. Planul german prevedea realizarea unei manevre dublu-învăluitoare asupra flancurilor dispozitivului român de către cele două brigăzi montane, urmând ca lovitura frontală de forțare a trecătorii să fie dată de Corpul Alpin.:pp 125-136

## Rezultate și urmări
După zece zile de lupte grele, forțele germane au trebuit să înceteze ofensiva, reușind doar o serie de câștiguri teritoriale tactice, fără a-și îndeplini obiectivul propus, de forțare a Carpaților.
Grupul Olt, n-a înaintat până pe linia, pe care trebuia s-o ajungă. […] Înaintarea s-a înfăptuit prin luptele cele mai grele. Românii au rezistat cu disperare. Fiecare munte trebuia luat cu asalt. Chiar dacă prin acest procedeu noi cuceream pradă bogată, prizonieri, material, trebuia în schimb să plătim înaintarea noastră cu sacrificii serioase.:p. 136
General Erich von Falkenstein, Campania Armatei a 9-a împotriva românilor și a rușilor